# 黄金芳
黄金芳（1922年—），女，浙江绍兴人，中国口腔正畸学家，曾任北京医科大学教授、博士生导师。